# 褚潭
褚潭（？—？），字濬之，浙江台州府天台縣人，民籍，明朝政治人物。同進士出身。

## 生平
早年出身國子生，成化七年（1471年）辛卯科浙江鄉試第七十一名舉人。成化十四年（1478年）登第三甲第一百五十二名進士。成化十六年（1480年）任福建松溪縣知縣。弘治五年（1492年）任湖廣武昌府通城縣知縣。

## 家族
曾祖褚玄中。祖父褚文美。父亲褚應善。母陳氏。嚴侍下。